# Heteroatom

Piridina este un compus heterociclic, heteroatomul fiind azotul.

În chimia organică, un heteroatom (etimologie: din greaca veche heteros, diferit, opus, + atomos) este orice alt atom în afară de carbon sau hidrogen. De obicei, termenul este utilizat pentru a indica faptul că un atom care nu este de carbon a înlocuit un atom de carbon din structura moleculară. Cei mai întâlniți heteroatomi sunt azotul, oxigenul, sulful, fosforul, clorul, bromul și iodul.